# Braves Bologna 2019
Questa voce raccoglie le informazioni riguardanti i Braves Bologna nelle competizioni ufficiali della stagione 2019.

## Maschile

### Roster
| Roster dei Braves Bologna (2019) |
| --- |
| Quarterback - 4 Marco Puteo QB/WR - 8 Patrick Valdiserri - 9 Ivan Lazzarin - 12 Davide Negretto Running Back - 11 Fabio Iannotta - 24 Prince Kwashie Amewoyi - 28 Simone Ropa - 37 Nicola Benassi - 40 Diego Dartavilla Lupi FB/OL - 82 Luciano Macrì Wide Receiver - 13 Davide Biagini - 14 Luca Lius della Pietà - 15 Simone Ferri - 16 Alessandro Bighi - 18 Mario Giacco - 31 Daniele Amidei - 80 Gregorio Barbagallo Tight End - 55 Ivan Mileti TE/OL Offensive Linemen - 41 Valerio Galli - 50 Vincenzo Guardabasso - 56 Stefano di Girolamo - 60 Saverio Negri - 62 Costantino Fiorini - 66 Alex Cosmar - 70 Gianluca Pellegrino Defensive Linemen - 34 Luca Ceschini DE/TE - 69 Dario Biavati - 71 Inti Yael Righi - 72 Stefano Chiappini - 87 Maksym Blozovskyy DE - 90 Matias Righi DE/DL - 98 Moreno Canè Linebacker - 7 Ivan Ropa - 21 Cristian di Mauro - 23 Giovanni lo Biondo - 52 Lorenzo Capuano - 54 Andrea Mantovani - 96 Fabrizio Chiappini Defensive Back - 1 Fabio Bilacchi FS/CB - 5 Alessandro Castellari SS/OL - 10 Mitia Pederzoli SS/LB - 17 Fabio Zattoni FS - 20 Alessio Pedretti CB - 22 Lorenzo Lisimberti CB/WR - 25 Mahesh Balaaratchi CB - 26 Cristian la Notte CB - 44 Francesco Manes CB - 47 Andrea Baldi (defensive back) CB Special Team |

### Seconda Divisione FIDAF 2019

#### Stagione regolare
| Bologna 2 marzo 2019, ore 21:00 | Braves Bologna | 26 – 20 (6-0 13-6 0-8 7-6) referto | Vipers Modena | KPRO Stadium (90 spett.)\| Arbitro: \| F. Garlaschi \| |
| Arbitro:                        | F. Garlaschi   |                                    |               |                                                        |

| Sarzana 24 marzo 2019, ore 14:45 | Red Jackets Sarzana | 16 – 14 (0-0 0-14 8-0 8-0) referto | Braves Bologna | C.S. Isoppo (50 spett.)\| Arbitro: \| R. Passalacqua \| |
| Arbitro:                         | R. Passalacqua      |                                    |                |                                                         |

| Scandiano 30 marzo 2019, ore 20:00 | Hogs Reggio Emilia | 37 – 33 (7-7 7-7 7-12 16-7) referto | Braves Bologna | Stadio Andrea Torelli (200 spett.)\| Arbitro: \| F. Garlaschi \| |
| Arbitro:                           | F. Garlaschi       |                                     |                |                                                                  |

| Bologna 6 aprile 2019, ore 15:15 | Braves Bologna  | 7 – 37 (0-14 7-0 0-13 0-10) referto | Pretoriani Roma | Centro sportivo "Giorgio Bernardi" (100 spett.)\| Arbitro: \| G. Sabbatinelli \| |
| Arbitro:                         | G. Sabbatinelli |                                     |                 |                                                                                  |

| Bologna 24 aprile 2019, ore 21:00 | Braves Bologna | 29 – 35 (6-0 6-13 10-8 7-14) referto | Hogs Reggio Emilia | KPRO Stadium (100 spett.)\| Arbitro: \| M. Americi \| |
| Arbitro:                          | M. Americi     |                                      |                    |                                                       |

| Modena 4 maggio 2019, ore 20:00 | Vipers Modena | 21 – 12 (0-0 7-12 7-0 7-0) referto | Braves Bologna | Polisportiva Saliceta San Giuliano |

| Bologna 18 maggio 2019, ore 21:00 | Braves Bologna | 12 – 14 (0-0 0-8 6-6 6-0) referto | Red Jackets Sarzana | KPRO Stadium (25 spett.)\| Arbitro: \| R. Passalacqua \| |
| Arbitro:                          | R. Passalacqua |                                   |                     |                                                          |

| Roma 26 maggio 2019, ore 15:00 | Pretoriani Roma | 8 – 0 (a tavolino) referto | Braves Bologna | C.S. Gentili |

### Statistiche di squadra
| Competizione | %Vittorie | In casa | In casa | In casa | In casa | In casa | In casa | In trasferta | In trasferta | In trasferta | In trasferta | In trasferta | In trasferta | Totale | Totale | Totale | Totale | Totale | Totale |
| Competizione | %Vittorie | G       | V       | N       | P       | Pf      | Ps      | G            | V            | N            | P            | Pf           | Ps           | G      | V      | N      | P      | Pf     | Ps     |
| ------------ | --------- | ------- | ------- | ------- | ------- | ------- | ------- | ------------ | ------------ | ------------ | ------------ | ------------ | ------------ | ------ | ------ | ------ | ------ | ------ | ------ |
| Campionato   | .250      | 4       | 1       | 0       | 3       | 74      | 106     | 4            | 1            | 0            | 3            | 55           | 61           | 8      | 2      | 0      | 6      | 129    | 167    |
| Totale       | .250      | 4       | 1       | 0       | 3       | 74      | 106     | 4            | 1            | 0            | 3            | 55           | 61           | 8      | 2      | 0      | 6      | 129    | 167    |

### Statistiche personali

#### Marcatori
| Giocatore  | Ruolo | TD rush | TD recv | TD int | TD p.ret | TD k.ret | TD oth | Xp1 | Xp2 | FG | Saf | Totale |
| ---------- | ----- | ------- | ------- | ------ | -------- | -------- | ------ | --- | --- | -- | --- | ------ |
| Gulisano   |       | 0       | 7       | 0      | 0        | 0        | 0      | 0   | 0   | 0  | 0   | 42     |
| Ferri      |       | 0       | 5       | 0      | 0        | 0        | 0      | 8   | 0   | 1  | 0   | 41     |
| Iannotta   |       | 4       | 0       | 0      | 0        | 0        | 0      | 0   | 1   | 0  | 0   | 26     |
| Conticello |       | 2       | 0       | 0      | 0        | 0        | 0      | 0   | 0   | 0  | 0   | 12     |
| Bilacchi   |       | 1       | 0       | 0      | 0        | 0        | 0      | 0   | 0   | 0  | 0   | 6      |
| Lo Biondo  |       | 1       | 0       | 0      | 0        | 0        | 0      | 0   | 0   | 0  | 0   | 6      |

#### Passer rating
| Giocatore   | G | Att | Comp | Int | Yds | TD | NFL    | NCAA   |
| ----------- | - | --- | ---- | --- | --- | -- | ------ | ------ |
| Conticello  | 7 | 114 | 43   | 4   | 808 | 11 | 80,59  | 122,08 |
| Bilacchi    | 2 | 2   | 2    | 0   | 17  | 1  | 141,67 | 336,40 |
| M. Puteo    | 1 | 2   | 0    | 0   | 0   | 0  | 39,58  | 0,00   |
| Ferri       | 1 | 1   | 0    | 0   | 0   | 0  | 39,58  | 0,00   |
| F. Iannotta | 1 | 1   | 0    | 0   | 0   | 0  | 39,58  | 0,00   |

## Femminile

### Roster
| Roster delle Underdogs Bologna (2019) |
| --- |
| Quarterback - 88 Costanza Alberighi Running Back - 11 Yascara Christine Spadaro - 13 Giada La Notte - 23 Gaia Giovannini FB - 44 Oriana Pallaoro FB/DB/WR - 99 Giada Zocca RB/QB/WR/DB Wide Receiver - 31 Sara Olivieri Offensive Linemen - 53 Francesca Bertocchi - 62 Chiara Travaglione OL/DL - 70 Giorgia Costantini - 79 Simona Occhiali Defensive Linemen - 54 Marcella Andrea Pedrini DL/OL - 55 Serena Pirazzi - 81 Martina Scudiero Linebacker - 24 Maria Antonietta Fazio LB/DE Defensive Back - 7 Anna Marasso DB/WR - 9 Martina Casadei DB/WR - 15 Giada Mengozzi - 26 Chiara Mingozzi DB/WR/RB - 80 Elena Vogrig Special Team |

### Campionato Italiano Football Americano Femminile 2019

#### Stagione regolare
| Arbitri: | Camossa M. di Cecio R. Massone A. Minasso E. Dolci |

|  |           |                                                                                              |
|  | Marcatori | Alberighi 0':24" Q2 (TD) 4yd run Zocca 1':30" Q3 (TD) 64yd run Zocca 2':14" Q4 (TD) 15yd run |

| Arbitri: | G. Curatolo A. Conti M. Curatolo F. Lorandi C. Caroselli |

|                                                   |           | |
| Vallecoccia 9':06" Q2 (TD) 20yd pass from Fanella | Marcatori | Zocca 8':19" Q1 (TD) 38yd run Zocca Q1 (tpc) rush Zocca 6' Q2 (TD) 5yd run Zocca Q2 (tpc) rush Zocca 1':31" Q2 (TD) 21yd pass from Alberighi Zocca Q2 (tpc) rush Pallaoro 3':38" Q3 (TD) 24yd pass from Zocca Q3 (tpc) rush |

| Arbitri: | R. Jovanovic C. Cortesi E. Crescenzi A. Conti |

| |           | |
| Zocca 9':44" Q2 (TD) 34yd pass from Alberighi Zocca 0':37" Q3 (TD) 40yd run Pallaoro 0':20" Q3 (TD) 31yd interception return Zocca Q3 (tpc) rush Pallaoro 0':00" Q3 (TD) 31yd interception return Zocca Q3 (tpc) rush Zocca 5':10" Q4 (TD) 3yd run Zocca Q4 (tpc) rush | Marcatori | G. Nicolini 9':32" Q3 (TD) 75yd pass from E. Bertorello A. Vannozzi 0':40" Q4 (TD) 5yd run A. Vannozzi Q4 (tpc) rush |

| Arbitri: | Americi Vitelli Vitale Bovi E. Calzolari |

| |           | |
| Zocca 6':00" Q1 (TD) 6yd run Zocca Q1 (tpc) rush Zocca 3':00" Q1 (TD) 59yd run Zocca 1':00" Q3 (TD) 35yd run Zocca 9':00" Q4 (TD) 50yd pass from Alberighi Zocca Q4 (tpc) rush Zocca 5':16" Q4 (TD) 6yd run | Marcatori | Carminati 5':50" Q2 (TD) 2yd run Nicola Q2 (tpc) rush Jirjena 8':50" Q4 (TD) 65yd pass from Carminati Jirjena 1':26" Q4 (TD) 23yd run |

#### Playoff
| Arbitri: | Tomaz Bernini Scivales Cortesi S. Capelli |

| |           |  |
| Mingozzi 5':28" Q2 (TD) 4yd run Mingozzi Q2 (tpc) rush Mingozzi 8':37" Q3 (TD) 1yd run Alberighi Q3 (tpc) rush Mingozzi 0':13" Q3 (TD) 11yd run | Marcatori |  |

| Arbitri: | Jovanovic Breglia Conti Avagnina Moglia |

| |           |                                                                                      |
| Mingozzi 8':37" Q1 (TD) 45yd pass from Alberighi Mingozzi 4':38" Q1 (TD) 59yd run Mingozzi 9':49" Q2 (TD) 7yd run Zocca Q2 (TD) 40yd interception return Mengozzi Q2 (tpc) pass from Alberighi 0':41" Q3 (TD) 3yd run | Marcatori | A. Vannozzi 3':14" Q2 (TD) 5yd run Adami 6':24" Q3 (TD) 43yd run Adami Q3 (tpc) rush |

### Statistiche di squadra
| Competizione | %Vittorie | In casa | In casa | In casa | In casa | In casa | In casa | In trasferta | In trasferta | In trasferta | In trasferta | In trasferta | In trasferta | Totale | Totale | Totale | Totale | Totale | Totale |
| Competizione | %Vittorie | G       | V       | N       | P       | Pf      | Ps      | G            | V            | N            | P            | Pf           | Ps           | G      | V      | N      | P      | Pf     | Ps     |
| ------------ | --------- | ------- | ------- | ------- | ------- | ------- | ------- | ------------ | ------------ | ------------ | ------------ | ------------ | ------------ | ------ | ------ | ------ | ------ | ------ | ------ |
| Campionato   | 1.000     | 2       | 2       | 0       | 0       | 70      | 34      | 2            | 2            | 0            | 0            | 50           | 6            | 4      | 4      | 0      | 0      | 120    | 40     |
| Playoff      | 1.000     | 2       | 2       | 0       | 0       | 54      | 14      | 0            | 0            | 0            | 0            | 0            | 0            | 2      | 2      | 0      | 0      | 54     | 14     |
| Totale       | 1.000     | 4       | 4       | 0       | 0       | 122     | 48      | 2            | 2            | 0            | 0            | 50           | 6            | 6      | 6      | 0      | 0      | 174    | 54     |

### Statistiche personali

#### Marcatrici
| Giocatrice | Ruolo | TD rush | TD recv | TD int | TD p.ret | TD k.ret | TD oth | Xp1 | Xp2 | FG  | Saf | Totale |
| ---------- | ----- | ------- | ------- | ------ | -------- | -------- | ------ | --- | --- | --- | --- | ------ |
| Zocca      |       | 10+0    | 3+0     | 0+1    | 0+0      | 0+0      | 0+0    | 0+0 | 9+0 | 0+0 | 0+0 | 102    |
| Mingozzi   |       | 0+5     | 0+1     | 0+0    | 0+0      | 0+0      | 0+0    | 0+0 | 0+1 | 0+0 | 0+0 | 38     |
| Pallaoro   |       | 0       | 1       | 2      | 0        | 0        | 0      | 0   | 0   | 0   | 0   | 18     |
| Alberighi  |       | 1+1     | 0+0     | 0+0    | 0+0      | 0+0      | 0+0    | 0+0 | 0+1 | 0+0 | 0+0 | 14     |
| Mengozzi   |       | 0+0     | 0+0     | 0+0    | 0+0      | 0+0      | 0+0    | 0+0 | 0+1 | 0+0 | 0+0 | 2      |

#### Passer rating
| Giocatrice | G   | Att   | Comp  | Int | Yds     | TD  | NFL   | NCAA   |
| ---------- | --- | ----- | ----- | --- | ------- | --- | ----- | ------ |
| Alberighi  | 4+2 | 65+34 | 31+14 | 0+1 | 400+236 | 3+1 | 75,99 | 110,73 |
| Zocca      | 3   | 4     | 1     | 0   | 24      | 1   | 91,67 | 157,90 |